# Micropora elegans
Micropora elegans is een mosdiertjessoort uit de familie van de Microporidae. De wetenschappelijke naam van de soort is voor het eerst geldig gepubliceerd in 1901 door Maplestone.